# Bratsk
Bratsk (ryska: Братск) är med cirka 240 000 invånare den näst största staden i Irkutsk oblast i södra Sibirien i Ryssland, och är belägen vid floden Angara. Staden grundades som ett träfort (ostrog) 1631, och ett av stadens trätorn från 1600-talet finns att beskåda vid Kolomenskoje i Moskva. 
Bratsk upplevde en stark tillväxt från mitten av 1950-talet i samband med byggandet av vattenkraftverket på Angara (4 500 megawatt; 106 meters fallhöjd; reservoarens yta är på 5 500 km²). Andra näringar är aluminiumindustri och tillverkning av pappersmassa. Staden är förbunden med järnväg och flygplats. Bratsk har tekniskt universitet samt en filial till Irkutsks statliga universitet.

## Stadsdistrikt
Bratsk är indelat i tre stadsdistrikt. 
| Stadsdistrikt  | Invånarantal 9 oktober 2002 | Invånarantal 14 oktober 2010 | Invånarantal 1 januari 2015 |
| -------------- | --------------------------- | ---------------------------- | --------------------------- |
| Padunskij      | 60 142                      | 56 205                       | 54 210                      |
| Pravoberezjnyj | 39 524                      | 38 550                       | 37 053                      |
| Tsentralnyj    | 159 669                     | 151 564                      | 145 050                     |
| TOTALT         | 259 335                     | 246 319                      | 236 313                     |